# Bihari János

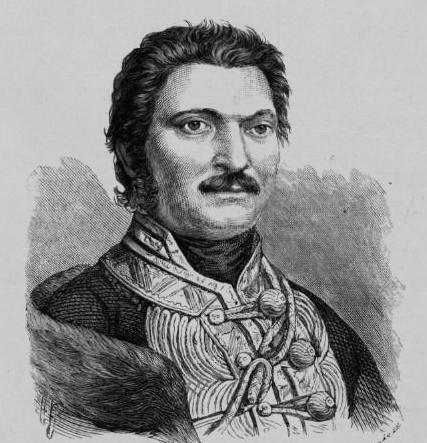
Bihari János (Pollák Zsigmond, 1875)

Bihari János (Nagyabony, 1764. október 21. – Pest, 1827. április 26.) cigány származású magyar zeneszerző és hegedűművész. A verbunkos stílus egyik legnagyobb képviselője volt; Lavotta Jánossal és Csermák Antal Györggyel együtt a magyar zenei romantika ún. virtuóz triászát alkotja.

## Életpályája
Édesapja is hegedűs volt. 1801 körül érkezett Pestre, és itt megalakította híressé vált bandáját, amely többnyire 5 tagból állott (cimbalmos és vonósok). 1811-ben az országgyűlés alkalmával Pozsonyban működött. Ez időben valószínűleg Bécsben is járt, ahol műveiből több nyomtatásban is megjelent. Káldy Gyula szerint Ludwig van Beethoven Bécsben többször hallgatta játékát. A Bécsi kongresszus idejében is Bécsben játszott. Nyugtalan vándoréletet élt, melynek során bejárta Magyarországot; 1818 körül többször megfordult Veszprémben, ahol Ruzitska Ignácban mecénásra talált. 1820-ban Pesten játszott. Működésének fénykora az 1820-as évek elejére tehető. 1822-ben Liszt Ferenc is hallgatta játékát és nagy elismeréssel emlékezett meg róla. 1823-tól pályája már lassan hanyatlott. 1824-ben baleset érte, eltörte bal karját. Ez véget vetett virtuóz pályájának. Bár még továbbra is hegedült, a prímásságot kénytelen volt másnak átengedni. 1825-ben a királyné koronázásakor Pozsonyban még játszott. Öregkorában magára hagyatva élt.

## Művei
- Magyar verbunkosok, magyar táncok (84 dallam) kortársak lejegyzése nyomán.
- A neki tulajdonított kompozíciók nem mind hitelesek. Nem bizonyított feltevés szerint a Rákóczi-nótának és a Rákóczi-indulónak is ő a szerzője.
- Legismertebb művei:
  - Hadik óbester nótája
  - Húsz talléros verbunkos
  - Mikor a pénze elfogyott
  - Primatialis Magyar (parafrázis H. W. Ernst Airs hongrois variés, Op.22 című művére)
  - Sarkantyús verbunkos

## Emlékezete

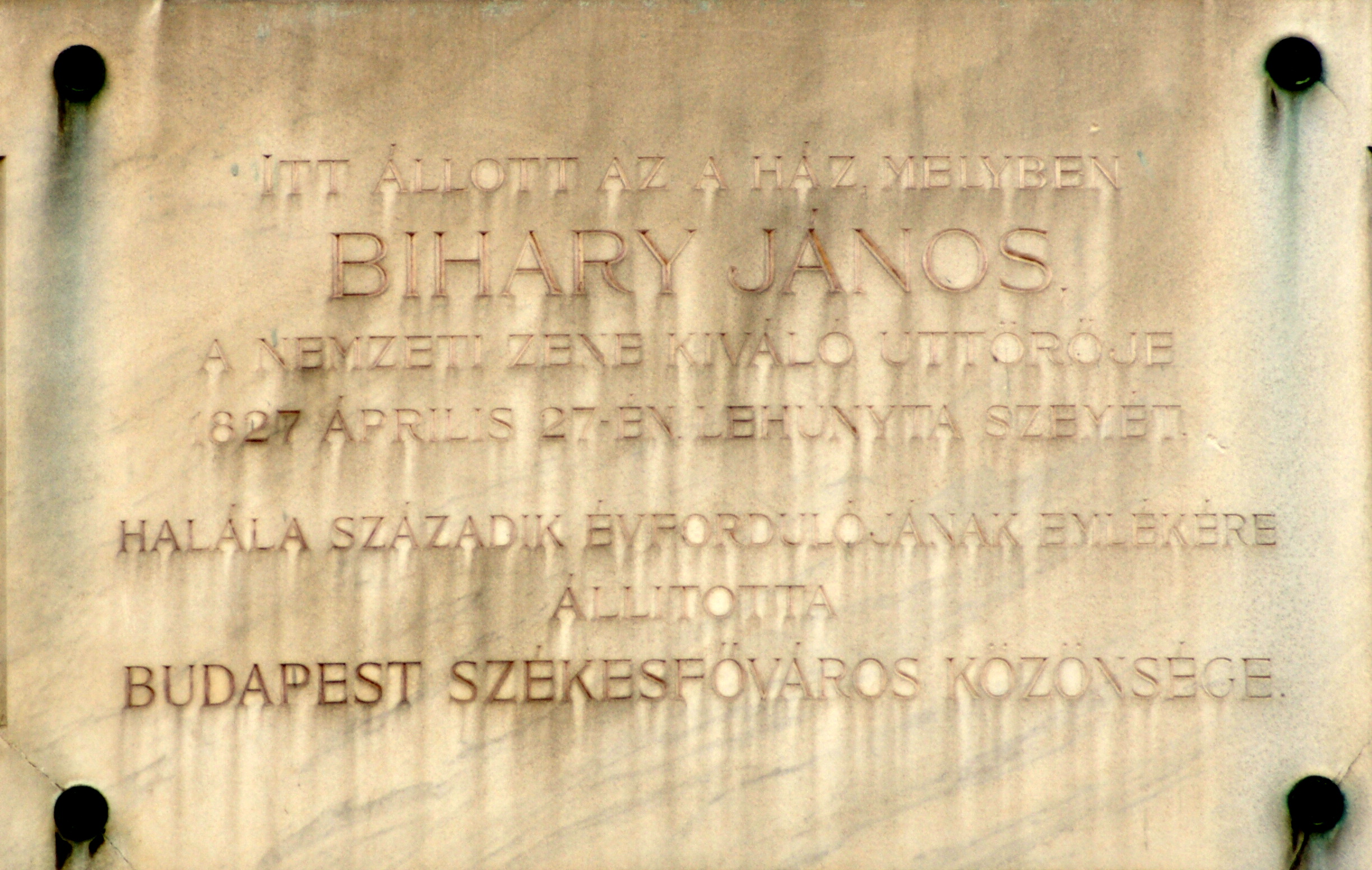
Emléktáblája Budapesten

### Intézmény viseli a nevét
- Bihari János Zeneiskola, AMI, Abony

### Szervezet viseli a nevét
- Bihari Színkör és Gyermekszínház
- Bihari János Táncegyüttes

### Utca viseli a nevét
- Budapesten
- Pomázon
- Veresegyházon
- Szegeden
- Miskolcon
- Berettyóújfaluban
- Abonyban
- Pécsen és
- Sátoraljaújhelyben.
- Nagyabonyban

### Emléktábla
1927-ben Budapest IX. kerületében, a Kinizsi utca és a Lónyai utca sarkán emléktáblát állítottak neki. A 110-szer 60 centiméteres márványtábla szövege: „Itt állott az a ház, melyben Bihary János, a nemzeti zene kiváló úttörője 1827. április 27-én lehunyta szemét. Halála századik évfordulójának emlékére állította Budapest székesfőváros közönsége.”
A nagyabonyi művelődési ház homlokzatán 1964-ben helyezték el magyar és szlovák nyelvű emléktábláját.

### Szobor

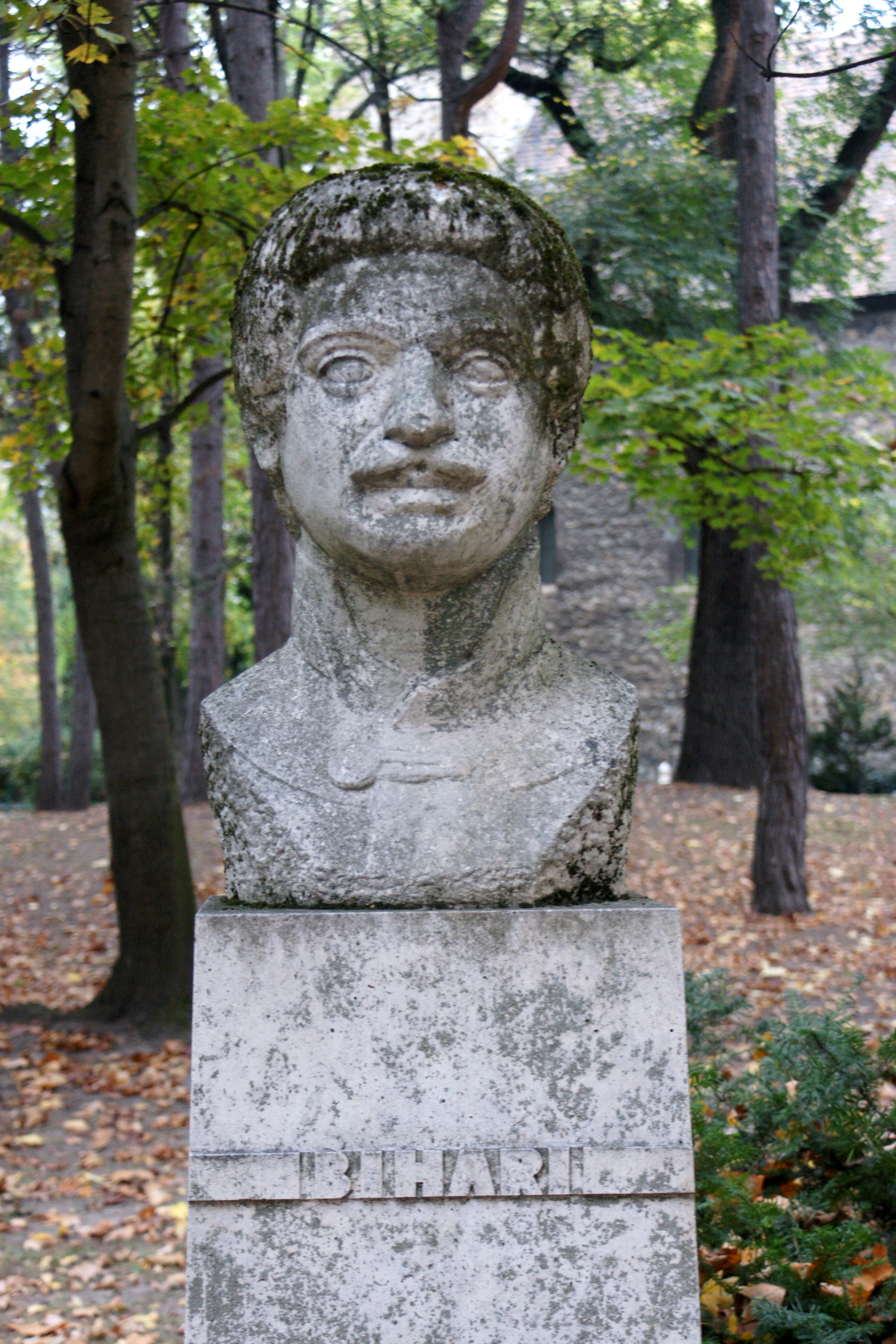
Bihari János mellszobra a Margitszigeten

Bihari János mellszobra Budapesten, a Margitszigeten, található. A talapzattal együtt kb.140 cm-es, mészkő mellszobor Radó Károly alkotása, a Budapest ostromakor elpusztult bronz félalak helyére került. Az eredetit 1928-ban a Fővárosi Közmunkák Tanácsa állíttatta. A jelenlegi szobrot 1969-ben adták át, valószínűleg a Fővárosi Tanács kezdeményezésére.

### Féldombormű

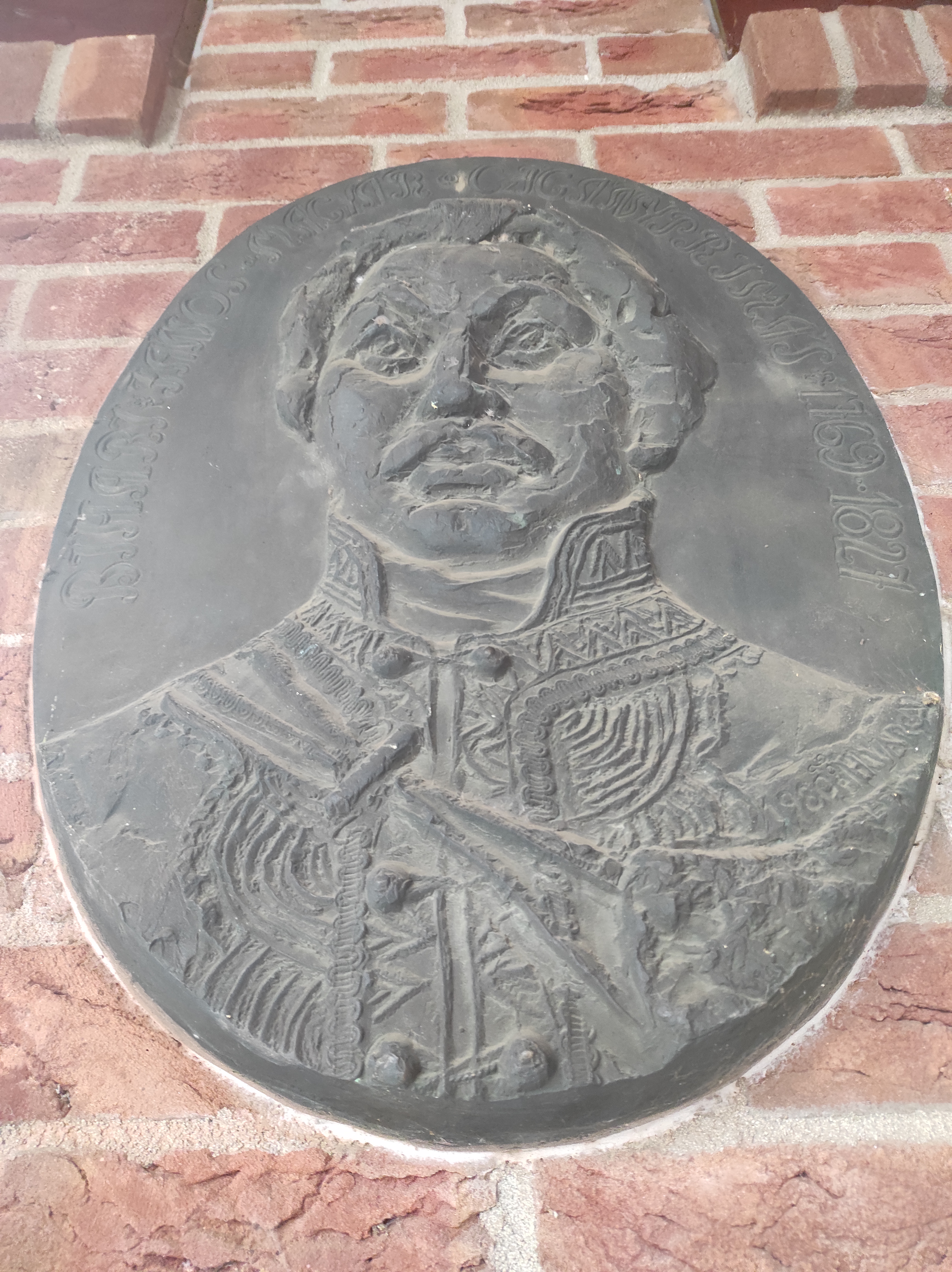
Bihari Jánosnak – Abonyban – emléket állító féldombormű

Bihari János 50x40 cm-es, ovális, öntött bronz féldomborművét Abony Város Tanácsa állíttatta 1981-ben. Az alkotója H.Varga Ilona, és a Kálvin utca 1. szám alatt található a Bihari János Alapfokú Művészeti Iskolába vezető folyosó oldalfalán.

## Bibliográfia
- Irodalmi Vita a Rákóczi-induló szerzőségéről (Zenészeti Lap, 1862–63)
- Major Ervin: Bihari János (Zenei Szemle, 1928. 1–2. sz.)
- Major Ervin: Bihari műveinek tematikus katalógusa (Zenei Szemle, 1928. 5–7. sz. Függelék)
- Isoz Kálmán: Bihari és a katonafogdosás (Zenei Szemle, 5–7. sz.)
- Szelényi István: Bihari (Új Zenei Szemle, 1952. 4. sz.)
- Major Ervin: Bihari János verbunkosainak visszhangja a XIX. századi magyar zenében (Új Zenei Szemle, 1952. 4. sz.)
- Pivárcsi István: Magyar zeneszerzők kalandjai (2013)
- Major Ervin: Bihari János; Maretich Ny., Budapest, 1928 (Magyar zenei dolgozatok)
- Sárosi Bálint: Bihari János; Mágus, Budapest, 2002 (Magyar zeneszerzők)